# مطار هيتشي جينجهينجيانغ
مطار هيتشي جينجهينجيانغ (بالإنجليزية: Hechi Jinchengjiang Airport)‏ و(بالصينية: 河池金城江机场) (إياتا: HCJ) مطار عام يقع بمدينة هيشي في قوانغشي في الصين. يبلغ طول المدرج 2200 م ويرتفع عن سطح البحر 675 م.

## شركات الطيران والوجهات
| شركـات طيـران          | الوجهات                                           |
| ---------------------- | ------------------------------------------------- |
| خطوط جنوب الصين الجوية | مطار قوانغتشو باييون الدولي، مطار ميانيانغ نانيجو |

## وصلات خارجية
- http://www.flightstats.com/go/Airport/airportDetails.do?airportCode=HCJ